# Halysotter
Die Halysotter (Gloydius halys), auch Halys-Otter, ist eine Art der gleichnamigen Gattung Halysottern (Gloydius) innerhalb der asiatischen Grubenottern (Crotalinae). Sie ist über weite Teile Asiens verbreitet und kommt darüber hinaus als einzige Grubenotter auch in Teilen Europas vor.

## Merkmale
Die Halysotter ist eine mittelgroße Viper und erreicht eine durchschnittliche Länge von etwa 60 bis 70 cm, wobei einzelne Individuen auch bis 80 cm lang werden. Die Grundfarbe ist variabel hellgrau bis hellbraun über rötlichbraun bis orange mit einer Rückenzeichnung aus dunkelbraunen Querbinden und Querflecken. Die Körperseiten besitzen direkt oberhalb der Bauchschuppen eine Reihe kleiner dunkler Flecken. Der Bauch ist einfarbig hellgrau und selten schwarz gesprenkelt. Über die Augen zieht sich ein dunkles Schläfenband bis zum Hals, auf der Kopfoberseite können weitere Zeichnungen in Form von Dreiecken vorhanden sein. Als Grubenotter besitzt die Schlange ein deutliches Grubenorgan zwischen dem Nasenloch und dem Auge.
Der Kopf ist flach und kantig und vom Körper deutlich abgesetzt. Die relativ kleinen Augen besitzen vertikale Pupillen. Auf der Kopfoberseite befinden sich insgesamt 9 deutlich erkennbare und nicht aufgelöste Kopfschilde. Unterhalb der Augen befinden sich zwei bis drei Reihen von Unteraugenschilden (Supraocularia). Die Körperschuppen sind gekielt. Um die Körpermitte liegen 23 Schuppenreihen. Die Unterschwanzschilde (Subcaudalia) sind wie bei allen Arten der Gattung geteilt.

## Verbreitung und Lebensraum
Das Verbreitungsgebiet zieht sich über Russland bis nach Sibirien, östlich des Urals nach Süden bis in den Iran und streift dabei Europa am Nordrand des Kaspischen Meeres und im Transkaukasus. Nach Osten reicht das Gebiet bis in die Mongolei und China sowie auf die Ryukyu-Inseln Japans.
Der Lebensraum der Schlange ist aufgrund des großen Verbreitungsgebietes sehr unterschiedlich. Die Schlange kann in verschiedenen Habitaten vom Flachland bis in die Hochgebirge in Höhen von 2.500 bis 3.500 m anzutreffen sein. Sie bevorzugt vor allem Steppen, Berghänge, Geröllflächen, Bergwiesen und Flussufer mit dichterer Vegetation.

## Lebensweise
Die Halysotter ist überwiegend dämmerungsaktiv und ist eine reine Bodenschlange. In den Morgenstunden kann sie vor allem in nördlichen oder sehr hoch gelegenen Gebieten beim Sonnenbaden beobachtet werden. Im Regelfall ist sie am Boden gut getarnt, bei Bedrohung erzeugt sie durch Reiben eines Hornnagels an der Unterseite des Schwanzes auf dem Boden ein rasselndes Geräusch. Bei anhaltender Störung schnellt sie vor und beißt kräftig zu. Je nach Gebiet hält sie eine Winterruhe, die zwischen 4 und 6 Monate dauern kann. Die Schlange ernährt sich vor allem von Kleinsäugern, Vögeln und Vogeleiern. Die Jungschlangen jagen Eidechsen und Heuschrecken.
Die Paarungszeit liegt im April bis Mai, im Anschluss an die Winterruhe. Die Schlange ist lebendgebärend (ovovivipar) und bringt im Frühherbst 3 bis 12 Jungtiere zur Welt. Die Weibchen sind in der Lage, Spermien über Jahre zu speichern und ohne erneute Begattungen Jungtiere zur Welt zu bringen.

## Systematik
Bis Anfang der 1990er Jahre wurden je nach Autor eine ganze Reihe amerikanischer, asiatischer und europäischer Viperarten zu der Gattung Agkistrodon gestellt, in einem Taxon „Agkistrodontini“ vereint oder als „Agkistrodon-Komplex“ bezeichnet. Die großen Schwierigkeiten bei der systematischen Einordnung der Arten waren im Wesentlichen auf die mangelnde Differenzierung zwischen ursprünglichen (symplesiomorphen) und abgeleiteten (apomorphen) morphologischen Merkmalen bei dieser evolutionär relativ ursprünglichen Schlangengruppe zurückzuführen.
Durch molekulargenetische Untersuchungen der mitochondrialen DNA wurde seitdem jedoch die gemeinsame Abstammung (Monophylie) der amerikanischen Vertreter der Gattung nachgewiesen. Weiterhin wurde festgestellt, dass diese sehr viel enger mit den Klapperschlangen (Gattungen Crotalus und Sistrurus) verwandt sind als mit den bis dahin zu Agkistrodon gestellten eurasischen Arten. Diese eurasischen Arten werden seitdem unter die bereits früher vorgeschlagene Gattung Gloydius (Halysottern) gefasst. Das Taxon „Agkistrodontini“ wurde als offensichtlich paraphyletisch verworfen.
Innerhalb der Gattung Gloydius stellen die beiden asiatischen Arten Gloydius blomhoffi und Gloydius intermedius die nächsten Verwandten der Halysotter dar. Diese wurden teilweise als Unterarten der Halysotter betrachtet, sind heute jedoch aufgrund von molekularbiologischen Daten und Merkmalen der Beschuppung als eigene Arten anerkannt.